# Die drei Grazien (Raffael)
Die drei Grazien ist ein Gemälde des italienischen Malers Raffael, das heute im Musée Condé der nordfranzösischen Stadt Chantilly ausgestellt ist. Das Entstehungsdatum des Bildes ist unbekannt. Es gilt als gesichert, dass Raffael es nach seinem Studium bei Pietro Perugino in Urbino zwischen 1503 und 1505 schuf. Es dürfte sich um die erste Darstellung des unbekleideten Frauenkörpers von vorn und hinten bei Raffael handeln.
Das Bild stellt die Chariten der griechischen Mythologie dar. Die Annahme, der Künstler sei von einer Marmorstatue in der Piccolomini-Bibliothek im Dom von Siena zu diesem Bild inspiriert worden, ist verbreitet. Dieser Sicht der Dinge wird entgegengehalten, dass die drei Grazien zu Raffaels Zeit ein sehr häufig verarbeitetes Thema waren und dass es in puncto Stil einen viel stärkeren Einfluss der Ferrareser Schule aufweist. Es scheint erstmals im Jahr 1693 in einem Inventar des Kardinals Scipione Borghese auf und wird gemeinsam mit der Vision eines Ritters erwähnt. Eine wissenschaftliche Analyse des Bildes hat ergeben, dass ursprünglich nur die linke Figur einen goldenen Apfel in der Hand hielt, während die Hand der mittleren Figur auf der Schulter der rechten Figur lag. Das ursprüngliche Gemälde könnte somit eine Verarbeitung des Urteil des Paris gewesen sein, wobei Paris auf dem Gemälde Vision eines Ritters abgebildet ist.
Das Gemälde hat die gleichen Maße wie die Vision eines Ritters, das heute in der National Gallery von London besichtigt werden kann. Aus diesem Grund wird davon ausgegangen, dass beide Werke ursprünglich zu einem Diptychon gehörten.

## Provenienz
Das Bild befand sich bis zum Jahr 1800 in der Villa Borghese zu Rom. Angesichts der heranrückenden französischen Truppen verkaufte es die Familie Borghese an Kommissar Henry Reboul, durch den es nach Frankreich gelangte. Dieser verkaufte es an einen gewissen Woodburn, der es nach England brachte. Dort wechselte es mehrmals den Besitzer, bis es im Jahre 1885 durch Henri d’Orléans, duc d’Aumale zum Preis von 625 000 Francs erworben wurde. Seitdem befindet es sich im Schloss Chantilly und ist dort im Santuario, in Nachbarschaft des ebenfalls von Raffael geschaffenen Werkes Madonna d’Orléans zu besichtigen.